# Gustav Becker

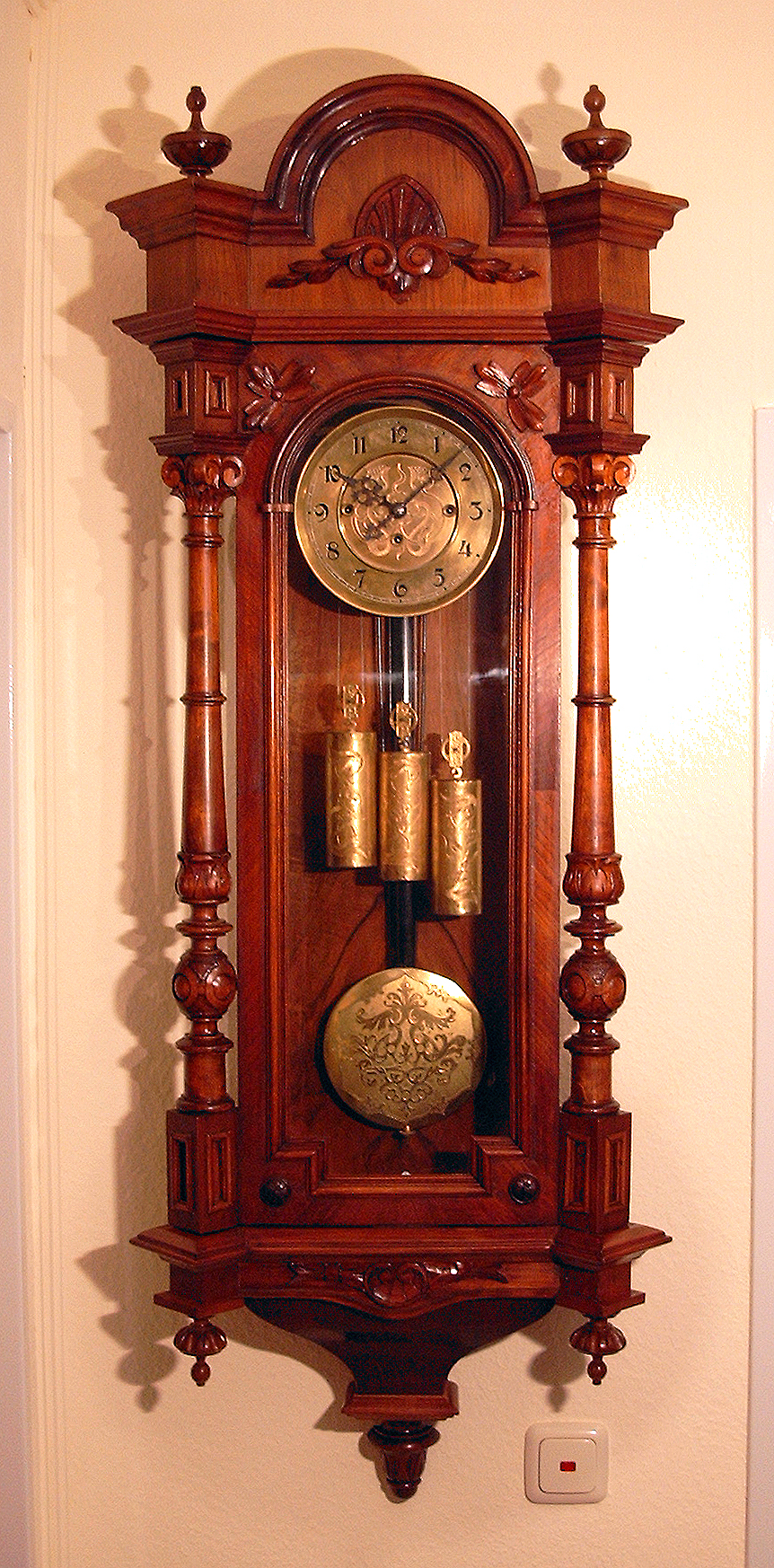
Kyvadlové hodiny (pendlovky) značky Gustav Becker

Johan Gustav Edward Becker (2. května 1819 Olešnice, Polsko – 14. září 1885 Berchtesgaden, Německo) byl německý hodinář, zakladatel značky hodin Gustav Becker. Syn Heriette Caroline Wilhelmine ne Schwarz (1791–1858), otec Johann Gottlieb Becker (1783–1825).[zdroj?]
Vyučil se ve Vídni u hodinářského mistra Philippa Happachera. 2. října 1845 se oženil s Heriette Louise Seeling (1822–1890). Roku 1847 zahájil prodej hodin ve Świebodzicích (tehdy německý Freiburg). Jeho továrny na hodiny ve Świebodzicích, Broumově a Schrambergu vyrobily za 75 let cca 2 250 000 kusů hodin. Značka Gustav Becker vznikla roku 1845 a zanikla sjednocením s firmou Junghans v roce 1935. Po smrti Johana Gustava Edwarda Beckera roku 1885 pokračoval v jeho díle jeho syn Richard a synovec Paul. Gustav Becker stavěl pendlové hodiny, ale ačkoliv se vyučil u vídeňského hodináře, byla to velkoprůmyslová výroba už postrádající vídeňskou dílenskou preciznost. Ta se definitivně ztratila asi v 80. letech 19. století, když továrna Becker začala osazovat hodiny lacinou pružinou namísto původních a kvalitnějších pendlovek na závaží.
Velkou zajímavostí a raritou je sériové číslování hodin již od počátku výroby. Proto je velice snadné i dnes určit rok výroby jednotlivých hodin. Číslování se ale liší podle výrobny. Při zahájení výroby v továrně v Broumově v únoru 1888 se začaly zde vyrobené hodiny číslovat od začátku nezávisle na výrobních číslech již dříve jinde vyrobených hodin.

## Firma Gustav Becker

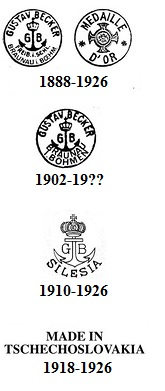
Loga, kterými byly označovány hodiny vyrobené v Broumově. Ty určují datum vzniku.

| Výr. číslo | Rok výroby |
| ---------- | ---------- |
| 1          | 1845       |
| 480        | 1850       |
| 4000       | 1860       |
| 10 000     | 1863       |
| 15 000     | 1865       |
| 25 000     | 1867       |
| 50 000     | 1872       |
| 100 000    | 1875       |
| 260 000    | 1880       |
| 500 000    | 1885       |
| 800 000    | 1890       |
| 1 000 000  | 1892       |
| 1 500 000  | 1900       |
| 1 850 000  | 1913       |
| 1 860 000  | 1923       |
| 1 945 000  | 1925       |
| 2 244 868+ | 1926       |